# Bernardo de Septimânia
Bernardo de Septimânia (795 – 844) foi um conde de origem carolíngia e governante de Narbona, filho de Guilherme I de Tolosa,  primo do imperador Carlos Magno, é descendente de uma das linhagens mais importantes do Império Franco, os Guilhemidas. Desempenhou um importante papel na Aquitânia e na Marca Hispânica, mas também na corte imperial de Luís, o Piedoso, participando em diferentes trabalhos que agitam o império entre 830 e 843. É finalmente executado em Toulouse por ordem do rei Carlos, o Calvo. 
Governou por três vezes, a primeira entre 828 e 829, tendo sido antecedido no governo do condado por Leibulfo da Provença e seguido por Gaucelmo de Rossilhão, que, além de conde de Narbona, foi conde de Rossilhão.
No seu segundo governo (830 - 832), foi sucedido por Berengário de Tolosa. No seu terceiro período governativo (835- 844), foi sucedido por Sunifredo de Narbona

.

## Biografia

### Juventude
Bernardo nasceu por volta de 795. É filho de Guilherme de Tolosa, primo do imperador Carlos Magno e importante dignatário franco, que recebeu cargos importantes no sul do império carolíngio, pois era conde de Toulouse, duque da Aquitânia e marquês de Septimânia entre 790 e 806. Pertencia à importante família dos Guilhemidas  e era bisneto de Carlos Martel e primo do imperador Luís, o Piedoso. A mãe de Bernardo, Cunegunda, primeira esposa de Guilherme, era certamente uma dama da alta nobreza franca. Em 806, Guilherme de Gellone desapropria-se dos seus cargos e retira-se para o mosteiro que ele fundou dois  anos antes em Gellone, na Septimânia, sob os conselhos de seu amigo Bento de Aniane.
Talvez elevado na corte imperial, ele não é de todo apresentado na sua juventude, onde ele beneficia da presença de Bento de Aniane. Em 824, ele desposa uma aristocrata austrasiana, Duoda em Aachen.

### Os primeiros anos no sul e a defesa de Barcelona

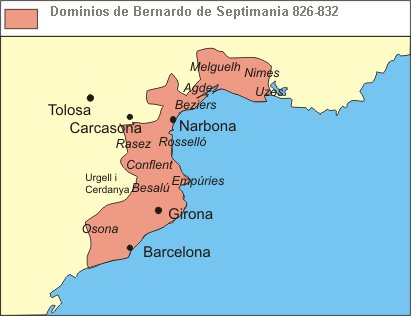
Domínios de Bernardo de Septimânia entre 86 e 832

Em 812, o seu irmão Gaucelmo  recebeu o título de conde de Rossilhão, que havia sido de seu pai Guilherme. Gaucelmo entrou em conflito com Bera, o poderoso conde de Gerona, de Besalu, de Barcelona, de Razès e de Conflent, porque ele estava à frente de um partido gótico, partidário de uma paz com os muçulmanos do emirado de Córdova. Gaucelmo aproveitou as dificuldades de Bera, após 817, colocado em dificuldade pelo Aragonês Garcia Galindez, aliado aos muçulmanos Banu Cassi e aos Bascos de Pamplona, para o fazer convocar diante do imperador numa assembleia em Aachen em fevereiro de 80, e destituí-lo. Os condados de Barcelona, Gérone, Osona e Besalú são confiados ao Franco Rampo, que não é leal a nenhum dos dois partidos que vêm a defrontar-se, enquanto que Razès  e Conflent se mantêm nas mãos do filho de Bera, Guilhemundo. 
Em 826, à morte de Rampo, os dois irmãos guilhemidas são suficientemente influentes perante Luís, o Piedoso e Bernardo é investido conde de Barcelona e de Gérone. Mas pouco após a sua nomeação, Bernardo teve de defrontar uma revolta liderada por um certo Aisso, mal identificado - talvez um nobre gótico, antigo lugar-tenente de Bera, ou um árabe, filho de  Sulayman ibn al-Arabi. Aisso, que é refém em Aachen, escapa-se e foge para a Marca Hispânica. No condado de Osona, onde a nobreza lhe é favorável, ele provoca uma revolta contra o poder imperial franco, representado por Bernardo. Os primeiros combates são favoráveis a Aisso, que se aproveita da Roda de Ter, único castelo do condado de Osona  que lhe escapou, e de seguida submete o condado de Cerdanya e a região dos Vallès, no condado de Barcelona. Estes sucessos lhe rendem uma parte da nobreza Gotica, especialmente Guillemond. Finalmente, Aisso pede ajuda ao Emir de Córdova, Abderramão II, que envia milhares de homens liderados por seu general Ubayd Allah. O próprio chega a Saragoça  em maio 827, antes de entrar no condado de Barcelona. Em junho, Ubayd Allah po~e cerco a Barcelona e devasta os arredores, enquanto Bernardo lidera a defesa da cidade. Finalmente, o general muçulmano em geral se volta par Girona, que ele capturou em 10 de outubro de 827.
Bernardo, que conta com o apoio de seu irmão Gaucelmo, solicita a ajuda de Luís, o Piedoso. Pouco envolvido no início da revolta, o imperador reagiu à invasão de Barcelona e Girona por muçulmanos. Ordena que seu filho Pepino, a quem ele investiu o reino da Aquitânia, e os condados de Tours, Hugues, e de Orleães, Matfrid, reunir um exército para ajudar Bernardo. Mas isso só impulsiona os seus inimigos: antes do final do ano, os muçulmanos, seguidos de Aisso e Guillemond, retornam para Córdova.

### Sucessos e reveses na corte imperial
Esta vitória aumenta consideravelmente o prestígio de Bernardo e Gaucelmo. Em 828, na reunião de Aachen, Hugh de Tours e Matfrid de Orleães, que falham na sua missão, são destituídos pelo imperador. O condado de Orleães é confiado a Odão, primo de Bernardo. Gaucelmo recebe os condados entretanto detidos por Guilhemundo, o Razès e o Conflent. Bernardo finalmente recebe os bens do Conde de Narbona, Leibulfo, que acaba de morrer: Narbona, Béziers, Agde, Melgueil, Nimes e provavelmente Uzes e Lodeve, com o título de Duque de Septimânia. Na reunião de Ingelheim, em Junho de 828, uma expedição punitiva contra Córdova é prevista, sem ser concluída.
Bernardo tornou-se uma das principais personagens da corte. Em agosto de 829, durante a assembleia de Worms, Luís, o Pio envia o seu filho Lotário na Itália, com o título de rei. Ele decide substitui-lo na sua função de camareiro por Bernardo. Enquanto ele posiciona o seu filho Carlos na Alemania, Luís, o Piedoso encarrega Bernardo da educação do príncipe Bernardo confia todas as suas terras ao seu irmão Gaucelmo. Ele não vive com Duoda, ele deixou-a em Uzes, onde ela escreveu o livro que a tornou famosa.
Depois de alguns meses na corte, Bernardo tornou-se alvo de ataques dos adversários da imperatriz Judite de Baviera, reunidos em torno de Lotário, especialmente Vala, relegado para a abadia de Corbie. Vala organizou uma campanha de difamação contra Judite e Bernardo, acusados de adultério e de outros crimes. Em abril de 830, aproveitando uma expedição de Luís, o Piedoso, com a presença do Exército em Rennes para combater os bretões, Pepino e Luís organizam a revolta, fazem voltar Lotário de Itália e tomam o poder. Bernardo de Septimânia fugiu para Barcelona, Judite é fechada num convento, enquanto que Heriberto, um irmão de Bernardo é cego e o seu primo Odão é despojado do Condado de Orleães. Os sucessos do filho de Luís, o Piedoso no entanto, são apenas temporários e o imperador volta ao poder após a assembleia de Nimega, em outubro de 830. Em Fevereiro de 831, durante a assembleia de Aachen, ele executa uma nova ação, e atribui a Septimânia e a Gócia a seu filho Carlos.
Mas Bernardo não volta ao lugar que ocupava na corte: Judite e Carlos se recusou a encontrá-lo, enquanto Luís, o Piedoso não o faz, após a assembleia de Thionville, em outubro de 831, nas suas honras. Bernardo decide mudar de lado. O Conde de Toulouse Berengário, que está igualmente encarregado de aconselhar Pepino, aconselha este último a não se revoltar contra o seu pai. Mas Pepino reencontra desta vez o apoio de Bernardo, que incentiva uma nova revolta dos filhos do imperador. No início do ano de 832, Luís, o Piedoso convoca uma assembleia em Orleães para discutir os meios necessários para reduzir o seu filho à obediência. Berenger de Toulouse, que permanece leal ao imperador, recebe a ordem de assumir os domínios de Bernardo ː ele faz a conquista de Razès e de Conflent e do Rossilhão e em dezembro de 832, é está em Elne. Enquanto isso, Luís, o Piedoso marcha sob a Germânia contra o seu filho Luís, que ele derrota rapidamente maio de 832. Ele voltasse de seguida para a Aquitânia e realiza em outubro uma assembleia em Jocondiac, perto de Limoges: Pepino submetesse e é exilado em Treveris, enquanto que Aquitânia é dada a Carlos. Bernardo é acusado de fomentar a revolta e, por esta razão, é despojado de todos os seus domínios. Seu irmão Gaucelmo partilha da sua desgraça e deve renunciar a todos os seus bens, como lhe vem anunciar Anségise de Fontenelle, missus dominicus do imperador. Os condados dos dois irmãos são concedidos a Bérenger de Toulouse, enquanto Bernardo e Gaucelmo retornam aos seus domínios da Borgonha, acompanhados pelo lugar-tenente de Gaucelmo, Sanila.

### A volta em graça de Bernardo
Os problemas voltam logo em 833, quando Lotário atravessou os Alpes com o seu exército, acompanhado pelo Papa Gregório IV. Ele se juntou aos seus irmãos e marcham juntos contra seu pai. O reencontro teve lugar no final de junho na Alsácia, no "Campo da mentira", perto de Sigolsheim. Durante as negociações, os partidários de Luís, o Piedoso abandonam-no um após o outroː Lotário é restabelecido na sua dignidade, Judite foi para a Itália e Carlos é colocado no mosteiro de Prüm. Em novembro, Lotário, apoiado pelos bispos da Gália, incluindo Agobardo de Lyon e Ebo de Reims, impõe a seu pai uma penitência pública na abadia de Saint-Médard de Soissons, onde ele é forçado a abdicar da dignidade imperial.
Mas o sucesso de Lotério preocupa Luís e Pepino, que pegam em armas com Luís, o Piedoso, contra Lotário: a 15 de março de 834 em Quierzy, Pepino volta ao seu reino de Aquitânia. Bernardo de Septimânia e o irmão Gaucelmo  alinham-se novamente ao lado de Pepino. Um exército está reunido em Langres, enquanto Lotário consegue se apoderar de Chalon-sur-Saône, onde são executados Gaucelmo e Gauberga, irmão e irmã de Bernardo de Septimânia. Finalmente, Lotário é forçado repartir a Itália. Bernardo reclama o preço de seus serviços e da morte de seu irmão e irmã que lhe seja devolvido os benefícios que foram confiscados e o seu de cargo Conselheiro.
Em 835, Luís, o Piedoso convoca Bernardo e Berengário a Crémieu a fim de decidir entre eles, mas este último morreu de repente durante a viagemː Bernardo recupera quer a Septimânia e Toulouse, seja a integridade dos domínios de Bérenger exceto os condados de Ampúrias e de Rossilhão, atribuídos a Suniaire, assim o Pallars e a Ribagorça, usurpados e separados em 833 ao condado de Toulouse pelo Conde de Urgel e Cerdanha, Galindo I. Em 837, Bernardo aumenta os seus domínios do Condado de Carcassona.
Mas Bernardo age desajeitadamente, especialmente cara-a-cara com população  Gótica que apoiava Bera, e de seguida, Bérenger. Muitas queixas são apresentadas contra ele na assembleia que o Imperador da em Quierzy em setembro de 838. Além disso, Bernardo tem cada vez mais tendência a estar ausente de suas propriedades, delegando o seu poder em viscondes.

## Casamento e descendência
A 24 de Junho de 824, em Aix-la-Chapelle, Bernardo de Septimânia desposa Duoda (cerca 800 - 843). Deste casamento nasceram dois filhos e uma filha:
- Guilherme de Septimânia, nascido a 29 de novembro de 826, que foi conde de Agen, e morreu, como seu pai, decapitado em 850 em Barcelona sob ordem de Carlos, o Calvo por não manter sua promessa, tentando aproveitar a marca de Espanha e Barcelona. Sua mãe Duoda escreveu à sua atenção um manual para o meu filho, primeiro tratado conhecido na educação.
- Bernardo Plantevelue, nascido a 22 de Março de  841 em Uzes morreu entre 20 de Junho  de 885 e Agosto de 886. Ele foi Conde de Auvergne.
- Rosalinda que desposa  o conde Vulgrino de Angoulême.

## Bibiografia
- Lewis, Archibald R. University of Texas Press: Austin, 1965.
- Luiz de Mello Vaz de São Payo, A Herança Genética de D. Afonso Henriques, Universidade Moderna, 1ª Edição, Porto, 2002, pág. 287.
- Thomassy, R. "Critique des deux chartes de foundation de l'abbaye de Saint-Guillem-du-Désert," Bibliothèque de l'Ecole des Chartes, Series 1, Volume II (Paris, 1840–1844).
- Flodoard. Historia Remensis Ecclesiæ'. III, XXVI, MGH SS XXXVI.
- Thegan of Trier. Gesta Hludowici. 36, MGH SS II, p. 597.
- Annales Xantenses. MGH SS II, p. 227.